# Janosik (singel Bedoesa)
Janosik – utwór polskiego rapera Bedoesa oraz Kubiego Producenta z gościnnym udziałem zespołu Golec uOrkiestra, wydany na singlu 15 listopada 2018 przez SBM Label, promujący album Kwiat polskiej młodzieży.
Teledysk do utworu ukazał się 14 listopada 2018; został zrealizowany przez studio H D S C V M.
Nagranie uzyskało certyfikat trzykrotnie platynowej płyty za sprzedaż ponad 60 000 kopii.

## Notowania

### Listy airplay
| Autor                           | Notowanie         | Najwyższa pozycja |
| ------------------------------- | ----------------- | ----------------- |
| Związek Producentów Audio-Video | AirPlay – Top     | 39                |
| Związek Producentów Audio-Video | AirPlay – Nowości | 3                 |

### Listy przebojów
| Autor      | Notowanie     | Najwyższa pozycja |
| ---------- | ------------- | ----------------- |
| Radio Eska | Gorąca 20     | 18                |
| Radio Wawa | Top 13        | 1                 |
| RMF Maxxx  | Lista Hop Bęc | 11                |